# Parc1 Tower
Parc1 Tower (koreanisch 파크원 타워) ist ein Wolkenkratzer im südkoreanischen Yeouido, Seoul. Der Bau des Gebäudes wurde im Jahr 2008 begonnen und sollte nach den ursprünglichen Planungen im Jahr 2013 abgeschlossen werden. Jedoch wurden die Bauarbeiten Ende 2010 eingestellt. 2017 wurden die Bauarbeiten wieder aufgenommen. Das Hochhaus mit markanten roten Linien wurde im Juli 2020 eröffnet.
Neben dem International Finance Center Seoul gelegen, Der 2016 fertiggestellte Lotte World Tower ist inzwischen mit 555 Metern jedoch deutlich höher, der Parc1 Tower wurde somit nur das zweithöchste Gebäude in Seoul und das vierthöchste in Südkorea. Der komplette Turm verfügt über 69 oberirdische Geschosse mit Büros und 8 unterirdische Geschosse. Die nutzbare Gesamtfläche beträgt 627.411,08 Quadratmeter.
Architekt des Gebäudes ist der Brite Richard Rogers, der auch das Three World Trade Center in New York entworfen hat.

## Konfiguration
Turm A und Turm B sind Geschäftsräume. Im Park1 Tower befinden sich auch ein Hotel und ein Einkaufszentrum.
- Turm A: 69 Stockwerke über dem Boden, 333 m hoch
- Turm B: 53 Stockwerke über dem Boden,  256 m hoch
- Hotel: 30 Stockwerke über dem Boden, 90 m hoch
- Einkaufszentrum: 8. Stock
- Gemeinsam: 8. Untergeschoss